# La Roue Tourangelle 2010
La Roue Tourangelle 2010, nona edizione della corsa e valida come evento dell'UCI Europe Tour 2010 categoria 1.2, si svolse il 21 marzo 2010 su un percorso totale di circa 186 km. Fu vinta dal francese Yann Guyot che terminò la gara in 4h13'01", alla media di 44,1 km/h.
Al traguardo 127 ciclisti portarono a termine il percorso.

## Squadre e corridori partecipanti
| N.      | Cod. | Squadra                      |
| ------- | ---- | ---------------------------- |
| 1-8     |      | CC Nogent sur Oise           |
| 11-18   |      | Saint Cyr Tours Cyclisme 37  |
| 21-28   |      | Primorsky District Espoirs   |
| 31-38   | WIL  | Verandas Willems             |
| 41-48   | PCW  | Lotto-Bodysol                |
| 51-58   | CJR  | Caja Rural                   |
| 61-68   | DBW  | Designa Køkken-Blue Water    |
| 71-78   | TEF  | Team Energi Fyn              |
| 81-88   | KTA  | Katyusha Continental Team    |
| 91-98   | CCD  | Continental Team Differdange |
| 101-108 | ARH  | Atlas Personal-BMC           |
| 111-118 | CJP  | Cyclingteam Jo Piels         |
| 121-128 | ISE  | ISD Continental Team         |

| N.      | Cod. | Squadra                      |
| ------- | ---- | ---------------------------- |
| 131-138 | SPK  | Team Sprocket                |
| 141-148 |      | Physiodom                    |
| 151-158 |      | AVC Aix Ois                  |
| 161-168 |      | Blois Cac 41                 |
| 171-178 |      | Chambéry Cyclisme Formation  |
| 181-188 |      | Cotes d'Armor Maitre Jacques |
| 191-198 |      | Mosaic Diffusion.com         |
| 201-208 |      | Sojasun AC Noyal             |
| 211-218 |      | Vendée U                     |
| 221-228 |      | Brest Iroise                 |
| 231-238 |      | Guidon Chalettois            |
| 241-248 |      | Entente Sud Gascogne         |

## Ordine d'arrivo (Top 10)
| Pos. | Corridore           | Squadra         | Tempo    |
| ---- | ------------------- | --------------- | -------- |
| 1    | Yann Guyot          | Sojasun Esp.    | 4h13'01" |
| 2    | Nicolas Baldo       | Atlas Personal  | s.t.     |
| 3    | Dmitrij Samočvalov  | Blois CAC 41    | a 1"     |
| 4    | Yann Moritz         | Vendée U        | a 30"    |
| 5    | Médéric Clain       | St-Cyr Tours 37 | s.t.     |
| 6    | Thibaut Mace        | Sojasun Esp.    | s.t.     |
| 7    | Michael Reihs       | Designa Køkk.   | s.t.     |
| 8    | Clement Penven      | Nogent-Oise     | s.t.     |
| 9    | Sylvain Blanquefort | Mosaic Diff.    | s.t.     |
| 10   | Vitor Rodrigues     | Caja Rural      | s.t.     |